# Zalamea de la Serena
Zalamea de la Serena (extremadurai nyelven Çalamea dela Serena) község Spanyolországban, Badajoz tartományban. Zalamea de la Serena Castuera, Benquerencia de la Serena, Monterrubio de la Serena, Peraleda del Zaucejo, Campillo de Llerena, Valle de la Serena, Retamal de Llerena, Higuera de la Serena, Quintana de la Serena, Malpartida de la Serena és Esparragosa de la Serena községekkel határos. Lakosainak száma 3431 fő (2024).

## Népesség
A település népessége az utóbbi években az alábbiak szerint változott:
| Lakosok száma | 4633 | 4345 | 4250 | 3978 | 3908 | 3797 | 3751 | 3555 | 3473 | 3431 |
|               | 2001 | 2004 | 2006 | 2009 | 2011 | 2014 | 2016 | 2019 | 2021 | 2024 |